# Горчаков, Александр Михайлович
Светлейший князь (с 18 марта 1871) Алекса́ндр Миха́йлович Горчако́в (4 [15] июня 1798, Гапсаль, Эстляндская губерния — 27 февраля [11 марта] 1883, Баден-Баден) — русский государственный деятель, дипломат из рода Горчаковых, один из важнейших сподвижников императора Александра II.
Министр иностранных дел (1856—1882), последний канцлер Российской империи (с 1867).
Один из первых выпускников Царскосельского лицея (1817), почётный член Петербургской академии наук (с 1856) и Московского университета (с 1867).

## Лицей. «Счастливец с первых дней». Начало карьеры
Сын княжеского рода Горчаковых. Родился в семье будущего генерал-майора князя Михаила Алексеевича Горчакова и баронессы Елены Доротеи Ферзен, вдовы барона Иоганна-Густава фон дер Остен-Сакена (1727—1793), саксонского посланника в Петербурге. От первого брака у матери был сын Карл, страдавший душевной болезнью; он был женат на Александре Ильиничне Остен-Сакен, тётке Льва Толстого.
Александр Горчаков получил воспитание в Царскосельском лицее, где был товарищем Пушкина. С юности «питомец мод, большого света друг, обычаев блестящих наблюдатель» (как характеризовал его Пушкин в одном из посланий к нему), до поздней старости отличался теми качествами, которые считались наиболее необходимыми для дипломата. В списке выпускников лицея находился на 1-й позиции, в день выпуска, 9 июня 1817 года, был пожалован чином титулярного советника. Кроме светских талантов и салонного остроумия, он обладал также значительным литературным образованием, которое и отразилось впоследствии в его красноречивых дипломатических нотах. Обстоятельства рано позволили ему изучить все закулисные пружины международной политики в Европе.
В 1819 году Горчаков удостоен придворного звания камер-юнкера. В 1820—1822 годах состоял при графе Нессельроде на конгрессах в Троппау, Любляне и Вероне; в 1822 году назначен секретарем посольства в Лондоне, где прослужил до 1827 года; затем был в той же должности при миссии в Риме.
Оказавшись в 1825 году в Санкт-Петербурге во время восстания декабристов Горчаков, рискуя своей карьерой, на следующий же день пришёл к своему лицейскому другу Ивану Пущину и предложил ему помощь в срочном получении заграничного паспорта и выезде в Лондон. Пущин отказался, считая для себя недостойным бежать, оставив товарищей.
В 1828 году Горчаков был переведён в Лондон секретарем, оттуда — во Флоренцию поверенным в делах, в 1833 — советником посольства в Вене. В июле 1838 года был вынужден выйти в отставку в связи с браком, однако в октябре 1839 года вернулся на службу. На период отставки Горчакову в порядке исключения было сохранено придворное звание камергера, которое он получил в 1828 году.

## Посол в германских государствах
В 1841 году послан в Штутгарт для устройства брака великой княжны Ольги Николаевны с Карлом Фридрихом, наследным принцем вюртембергским, а после состоявшегося бракосочетания оставался там чрезвычайным посланником в течение двенадцати лет. Из Штутгарта имел возможность внимательно следить за ходом революционного движения в Южной Германии и за событиями 1848—1849 годов во Франкфурте-на-Майне.
В конце 1850 года был назначен чрезвычайным посланником при германском союзном сейме во Франкфурте-на-Майне, с сохранением прежнего поста при Вюртембергском дворе. Русское влияние господствовало тогда над политическою жизнью Германии. Положение России в это время было прочным, особенно после того, как она выступила в качестве миротворца после революционных волнений 1848 года, подавив Венгерское восстание совместно с Австрией. Союзный сейм (Bundestag) рассматривался Российской империей как инструмент поддержания стабильности в Центральной Европе. Князь Горчаков пробыл во Франкфурте-на-Майне четыре года; там он особенно близко сошёлся с прусским представителем Отто фон Бисмарком.
Бисмарк был тогда сторонником тесного союза с Россией и горячо поддерживал её политику, за что ему была выражена особая признательность императора Николая I (по донесению русского представителя при Сейме после Горчакова, Д. Г. Глинки). Горчаков, как и Нессельроде, не разделял увлечений императора Николая Восточным вопросом, и начавшаяся дипломатическая кампания против Турции вызывала в нём большие опасения; он старался по крайней мере способствовать поддержанию дружбы с Пруссией и Австрией, насколько это могло зависеть от личных его усилий.

## Крымская война и «неблагодарность» Австрии
Летом 1854 года Горчаков был переведён в Вену, где сначала временно управлял посольством вместо Мейендорфа, связанного близким родством с австрийским министром, графом Буолем, а с весны 1855 года окончательно назначен посланником при австрийском дворе. В этот критический период, когда Австрия «удивила мир своей неблагодарностью» и готовилась действовать совместно с Францией и Англией против России (по договору от 2 декабря 1854 года), положение русского посланника в Вене было крайне тяжёлым и ответственным.
После смерти императора Николая I в Вене была созвана конференция представителей великих держав для определения условий мира; хотя переговоры, в которых участвовали Друин де Люйс и лорд Джон Рассел, не привели к положительному результату, отчасти благодаря искусству и настойчивости Горчакова Австрия вновь отделилась от враждебных России кабинетов и объявила себя нейтральной.
Падение Севастополя послужило сигналом для нового вмешательства венского кабинета, который уже от себя в виде ультиматума предъявил России требования по соглашению с западными державами. Русское правительство вынуждено было принять австрийские предложения, и в феврале 1856 года собрался конгресс в Париже для выработки окончательного мирного договора.

## Министр

### Парижский мир и первые годы после Крымской войны
Парижский трактат 18 [30] марта 1856 года закончил собою эпоху активного участия России в западноевропейских политических делах.
Граф Нессельроде вышел в отставку, и в апреле 1856 года министром иностранных дел назначен князь Горчаков. Он сильнее кого бы то ни было чувствовал всю горечь поражения: лично вынес на себе главнейшие стадии борьбы с политической враждой Западной Европы, в самом центре неприязненных комбинаций — Вене.
Тягостные впечатления от крымской войны и венской конференции наложили свою печать на последующую деятельность Горчакова как министра. Его общие взгляды на задачи международной дипломатии не могли уже серьёзно измениться; его политическая программа ясно определялась теми обстоятельствами, при которых ему пришлось вступить в управление министерством.
Прежде всего необходимо было соблюдать большую сдержанность в первые годы, пока совершались великие внутренние преобразования; затем князь Горчаков поставил себе две практические цели — во-первых, отплатить Австрии за её поведение в 1854—1855 гг. и, во-вторых, добиться постепенного денонсирования Парижского трактата.

### 1850—1860-е годы. Сближение с Францией.
В 1856 году Горчаков уклонился от участия в дипломатических мерах против злоупотреблений неаполитанского правительства, ссылаясь на принцип невмешательства во внутренние дела чужих держав (цирк. нота от 10 (22) сентября). В то же время он дал понять, что Россия не отказывается от права голоса в европейских международных вопросах, но только собирается с силами для будущего: «La Russie ne boude pas — elle se recueille» (Россия сосредотачивается). Эта фраза имела большой успех в Европе и была принята за точную характеристику политического положения России после Крымской войны. Три года спустя князь Горчаков заявил: «Россия выходит из того положения сдержанности, которое она считала для себя обязательным после Крымской войны».
Итальянский кризис 1859 года серьёзно озаботил российскую дипломатию. Горчаков предлагал созвать конгресс для мирного разрешения вопроса, а когда война оказалась неизбежной, в ноте 15 (27) мая 1859 он призвал второстепенные германские государства воздержаться от присоединения к политике Австрии и настаивал на чисто оборонительном значении Германского союза.
С апреля 1859 года прусским посланником в Петербурге был Отто фон Бисмарк, и солидарность обоих дипломатов относительно Австрии оказывала влияние на дальнейший ход событий. Россия открыто стояла на стороне Наполеона III в конфликте его с Австрией из-за Италии. В русско-французских отношениях произошёл заметный поворот, который был подготовлен официально свиданием двух императоров в Штутгарте в 1857 году.
Но это сближение было весьма непрочно, и после торжества французов над Австрией при Мадженте и Сольферино Горчаков опять как будто примирился с венским кабинетом.
В 1860 году Горчаков признал своевременным напомнить Европе о бедственном состоянии христианских народностей, подвластных турецкому правительству, и высказал мысль о международной конференции для пересмотра постановлений Парижского трактата по этому вопросу (нота 2 [20] мая 1860).
«События на Западе отозвались на Востоке как поощрение и надежда», выразился он, и «совесть не позволяет России долее сохранять молчание о несчастном положении христиан на Востоке». Попытка не имела успеха и была оставлена как преждевременная.
В октябре того же 1860 года князь Горчаков говорит уже об общих интересах Европы, затронутых успехами национального движения в Италии; в ноте 28 сентября [10 октября] он горячо упрекает сардинское правительство за действия относительно Тосканы, Пармы, Модены: «это уже вопрос не об итальянских интересах, но об интересах общих, присущих всем правительствам; это вопрос, имеющий непосредственную связь с теми вечными законами, без которых ни порядок, ни мир, ни безопасность не могут существовать в Европе. Необходимость бороться с анархией не оправдывает сардинского правительства, потому что не следует идти заодно с революцией, чтобы воспользоваться её наследством».
Осуждая так резко народные стремления Италии, Горчаков отступил от принципа невмешательства, провозглашенного им в 1856 году по поводу злоупотреблений неаполитанского короля, и невольно вернулся к традициям эпохи конгрессов и Священного союза. Его протест, хотя и поддержанный Австрией и Пруссией, не имел практических последствий.

### Польский вопрос. Австро-прусская война
Выступивший на сцену польский вопрос окончательно расстроил начинавшуюся «дружбу» России с империей Наполеона III и закрепил союз с Пруссией. Во главе прусского правительства в сентябре 1862 года встал Бисмарк. С тех пор политика русского министра шла параллельно со смелой дипломатией его прусского собрата, поддерживая и охраняя её по мере возможности. Пруссия 8 февраля (27 марта) 1863 заключила с Россией конвенцию Альвенслебена для облегчения задачи русских войск в борьбе с польским восстанием.
Заступничество Англии, Австрии и Франции за национальные права поляков было решительно отклонено князем Горчаковым, когда в апреле 1863 года оно приняло форму прямого дипломатического вмешательства. Искусная, а в конце и энергичная переписка по польскому вопросу доставила Горчакову славу первостепенного дипломата и сделала его имя знаменитым в Европе и России. Это был высший, кульминационный пункт политической карьеры Горчакова.
Между тем его союзник, Бисмарк, приступил к осуществлению своей программы, одинаково пользуясь как мечтательной доверчивостью Наполеона III, так и неизменной дружбой и содействием русского министра. Обострился Шлезвиг-голштинский спор и заставил кабинеты отложить заботы о Польше. Наполеон III опять пустил в ход свою любимую идею о конгрессе (в конце октября 1863 года) и вновь предложил её незадолго до формального разрыва между Пруссией и Австрией (в апреле 1866 года), но без успеха. Горчаков, одобряя французский проект в принципе, оба раза возражал против конгресса при данных обстоятельствах. Началась война, которая неожиданно быстро привела к полному торжеству пруссаков. Мирные переговоры велись без всякого вмешательства других держав; мысль о конгрессе явилась у Горчакова, но была тотчас оставлена им вследствие нежелания сделать неприятное победителям. Притом и Наполеон III на этот раз отказался от идеи конгресса ввиду заманчивых секретных обещаний Бисмарка относительно территориального вознаграждения Франции.

### Период усиления Германии
Блестящий успех Пруссии в 1866 году ещё более упрочил официальную дружбу её с Россией. Антагонизм с Францией и глухое противодействие Австрии заставляли берлинский кабинет твердо держаться русского союза, тогда как русская дипломатия могла вполне сохранить свободу действий и не имела никакого расчёта налагать на себя односторонние обязательства, выгодные исключительно для соседней державы.
Восстание кандиотов против турецкого гнёта, продолжавшееся почти два года (с осени 1866 года), дало повод Австрии и Франции искать сближения с Россией на почве восточного вопроса. Австрийский министр граф Бейст допускал даже мысль о пересмотре Парижского трактата для улучшения положения христианских подданных Турции. Проект присоединения Кандии к Греции нашёл поддержку в Париже и Вене, но был холодно встречен в Санкт-Петербурге. Требования Греции не были удовлетворены, и дело ограничилось преобразованием местной администрации на злополучном острове, с допущением некоторой автономии населения. Для Бисмарка было совершенно нежелательно, чтобы Россия успела достигнуть чего-либо на Востоке ранее ожидаемой войны на Западе при содействии посторонних держав.
Горчаков не видел основания променять берлинскую дружбу на какую-нибудь другую. Как написал Леонид Слонимский (в персоналии «Брокгауза — Ефрона», 1893), «решившись следовать прусской политике, он предпочел отдаться ей с доверием, без сомнений и тревог». Впрочем, серьёзные политические меры и комбинации не всегда зависели от министра или канцлера, так как личные чувства и воззрения государей составляли весьма важный элемент в международной политике того времени.
Когда летом 1870 года разыгралась прелюдия к кровавой борьбе, князь Горчаков находился в Вильдбаде и — по свидетельству российского дипломатического органа, «Journal de St. Pétersbourg», — был не менее других поражен неожиданностью разрыва между Францией и Пруссией. «По возвращении своем в Санкт-Петербург он мог только вполне присоединиться к принятому императором Александром II решению удержать Австрию от участия в войне, чтобы избегнуть необходимости вмешательства со стороны России. Канцлер выразил только сожаление, что не была обусловлена взаимность услуг с берлинским кабинетом, для надлежащей охраны русских интересов» («Journ. de St. Pet.», 1 марта 1883).
Франко-прусская война всеми считалась неизбежной, и обе державы открыто готовились к ней с 1867 года; поэтому нельзя считать простой случайностью отсутствие предварительных решений и условий относительно такого важного вопроса, как поддержка Пруссии в борьбе её с Францией. Очевидно, князь Горчаков не ожидал, что империя Наполеона III будет так жестоко разбита. Тем не менее русское правительство заранее и с полною решительностью приняло сторону Пруссии, рискуя вовлечь страну в столкновение с победоносной Францией и её союзницей Австрией и не заботясь о каких-либо определённых выгодах для России, даже в случае полного торжества прусского оружия.
Российская дипломатия не только удержала Австрию от вмешательства, но и старательно охраняла свободу военных и политических действий Пруссии в течение всей войны, вплоть до заключительных мирных переговоров и подписания Франкфуртского трактата. Понятна благодарность Вильгельма I, выраженная в телеграмме 14 февраля 1871 г. к императору Александру II. Пруссия достигла своей заветной цели и создала новую могущественную империю при значительном содействии Горчакова, а русский канцлер воспользовался этой переменой обстоятельств для уничтожения 2-й статьи Парижского трактата о нейтрализации Чёрного моря. Депеша 19 октября 1870 года, извещавшая кабинеты об этом решении России, вызвала довольно резкий ответ со стороны лорда Гренвилля, но все великие державы согласились подвергнуть пересмотру означенную статью Парижского договора и вновь предоставить России право держать военный флот в Чёрном море, что и было утверждено Лондонскою конвенцией 1871.
Фёдор Иванович Тютчев так отметил это событие в стихах:
Да, вы сдержали ваше слово:

Не двинув пушки, ни рубля,

В свои права вступает снова

Родная русская земля — 

И нам завещанное море

Опять свободною волной,

О кратком позабыв позоре,

Лобзает берег свой родной.

Именным Высочайшим указом, от 17 (29) марта 1871 года, министру иностранных дел, государственному канцлеру князю Александру Михайловичу Горчакову пожалован, с нисходящим его потомством, титул светлости.

### Могущество Германии. Тройственный союз
После разгрома Франции взаимные отношения Бисмарка и Горчакова существенно изменились: германский канцлер перерос своего старого друга и не нуждался в нём больше. Предвидя, что восточный вопрос не замедлит возникнуть вновь в той или другой форме, Бисмарк поспешил устроить новую политическую комбинацию с участием Австрии как противовеса России на Востоке. Вступление России в «Союз трёх императоров», начало которому было положено в сентябре 1872 года, ставило русскую внешнюю политику в зависимость не только от Берлина, но и от Вены, без всякой к тому надобности. Австрия могла только выиграть от постоянного посредничества и содействия Германии в отношениях с Россией, а России предоставлено было охранять так называемые общеевропейские, то есть в сущности те же австрийские, интересы, круг которых все более расширялся на Балканском полуострове.
В незначительных или посторонних вопросах, как, например, в деле признания правительства маршала Серрано в Испании в 1874 году, князь Горчаков нередко расходился с Бисмарком, но в существенном и главном всё ещё доверчиво подчинялся его внушениям. Серьёзная размолвка произошла только в 1875 году, когда русский канцлер принял на себя роль охранителя Франции и общего мира от посягательств прусской военной партии и официально сообщил державам об успехе своих усилий в ноте 30 апреля того же года.
Канцлер Бисмарк затаил в себе раздражение и поддерживал прежнюю дружбу ввиду возникшего балканского кризиса, в котором требовалось его участие в пользу Австрии и, косвенно, Германии; позднее он неоднократно высказывал, что отношения с Горчаковым и Россией были испорчены «неуместным» публичным заступничеством за Францию в 1875 году. Все фазы восточных осложнений пройдены были русским правительством в составе «Союз трёх императоров», пока дело не дошло до войны; а после того как Россия воевала и справилась с Турцией, Тройственный союз опять вступил в свои права и при помощи Англии определил окончательные условия мира, наиболее выгодные для венского кабинета.

### Дипломатический контекст русско-турецкой войны и Берлинский конгресс
В апреле 1877 года Россия объявила Турции войну. Даже с объявлением войны престарелый канцлер связывал фикцию полномочий от Европы, так что заранее отрезаны были пути к самостоятельной и откровенной защите русских интересов на Балканском полуострове после громадных жертв двухлетней кампании. Он обещал Австрии, что Россия не выйдет из пределов умеренной программы при заключении мира; в Англии Шувалову поручено было заявить, что русская армия не переступит за Балканские горы, но обещание было взято назад после того, как оно было уже передано лондонскому кабинету — что возбудило неудовольствие и дало лишний повод к протестам.
Колебания, ошибки и противоречия в действиях дипломатии сопутствовали всем переменам на театре войны. Сан-Стефанский мирный договор 19 февраля (3 марта) 1878 создавал обширную Болгарию, но увеличивал Сербию и Черногорию лишь небольшими территориальными прирезками, оставлял Боснию с Герцеговиной под турецкою властью и ничего не давал Греции, так что договором были крайне недовольны почти все балканские народности и именно те, которые принесли наиболее жертв в борьбе с турками — сербы и черногорцы, боснийцы и герцеговинцы.
Великим державам пришлось заступиться за обиженную Грецию, делать территориальные прибавки сербам и устраивать судьбу босняков и герцеговинцев, которых русская дипломатия заблаговременно отдала под владычество Австрии (по Рейхштадтскому соглашению 26 июня [8 июля] 1876).
О том, чтобы избегнуть конгресса, как это удалось Бисмарку после победы при Садове, не могло быть и речи. Англия, по-видимому, готовилась к войне. Россия предложила германскому канцлеру устроить конгресс в Берлине; между российским послом в Великобритании графом Шуваловым и министром иностранных дел Великобритании маркизом Солсбери состоялось соглашение 12 [30] мая относительно вопросов, подлежавших обсуждению держав.
На Берлинском конгрессе (от 1 (13) июня до 1 (13) июля 1878 г.) Горчаков мало и редко участвовал в совещаниях; он придавал особенное значение тому, чтобы России возвращена была часть Бессарабии, отнятая у неё по Парижскому трактату, причём Румыния должна была взамен получить Добруджу. Предложение Англии о занятии Боснии и Герцеговины австрийскими войсками было горячо поддержано председателем конгресса Бисмарком, против турецких уполномоченных; князь Горчаков также высказался за оккупацию (заседание 16 (28) июня). Позднее часть русской печати жестоко нападала на Германию и её канцлера как главного виновника неудач России; между обеими державами произошло охлаждение, и в сентябре 1879 года князь Бисмарк решился заключить в Вене специальный оборонительный союз против России.

## Последние годы
При сборе средств на сооружение памятника Пушкину в Москве Горчаков внёс только 200 рублей при жаловании 40 тыс. рублей.
В 1880 году Горчаков не приехал на торжества по случаю открытия памятника Пушкину (в это время из лицейских товарищей Пушкина были в живых только он и С. Д. Комовский), но дал интервью корреспондентам и пушкинистам. Вскоре после пушкинских торжеств Комовский умер, и Горчаков остался последним лицеистом. Эти строки Пушкина оказались сказаны о нём…
Кому ж из нас под старость день лицея

Торжествовать придется одному?

Несчастный друг! средь новых поколений

Докучный гость и лишний, и чужой,

Он вспомнит нас и дни соединений,

Закрыв глаза дрожащею рукой...

Пускай же он с отрадой хоть печальной

Тогда сей день за чашей проведет,

Как ныне я, затворник ваш опальный,

Его провел без горя и забот.
Политическая карьера князя Горчакова завершилась Берлинским конгрессом; с тех пор он уже почти не принимал участия в делах, хотя и сохранял почётный титул государственного канцлера. Министром он перестал быть даже номинально с марта 1882 года, когда на его место был назначен Н. К. Гирс, муж племянницы Ольги Георгиевны Кантакузен (1830-1903)
Горчаков по очерёдности награждения входил в состав пенсионеров — кавалеров ордена Святого Андрея Первозванного (800 рублей в год) и пенсионеров — кавалеров ордена Св. Владимира 1-й степени (600 рублей в год).
Скончался в Баден-Бадене в 1883 году.
Погребён в фамильном склепе на кладбище Сергиевой Приморской пустыни (могила сохранилась до наших дней).
После смерти князя среди его бумаг была обнаружена неизвестная лицейская поэма Пушкина «Монах».

## Личная жизнь
17 июля 1838 года 40-летний Горчаков женился на 37-летней Марии Александровне Мусиной-Пушкиной (ур. Урусовой) (1801—1853), дочери А. М. Урусова, вдове И. А. Мусина-Пушкина, племяннице своего начальника Д. П. Татищева, московской красавице, которой был увлечен Пушкин, таким образом приобретя падчерицу и 4 пасынков, включая Александра Мусина-Пушкина. Ради этого брака ему пришлось выйти в отставку и на некоторое время покинуть дипломатическую службу. У супругов родились сыновья Михаил (1839—1897) и Константин (1841—1926).

«Татищеву не хотелось, чтобы племянница его, не имевшая другого состояния, кроме седьмой части после своего (впрочем, весьма богатого) мужа, вышла замуж за человека, не имевшего решительно никакого состояния. Нерасположение Татищева к этому браку ещё искусно раздувал тогдашний властелин австрийской политики, знаменитый князь Меттерних; он не любил князя Горчакова за его русскую душу, за его русские чувства, за его неуступчивость, всегда прикрытую отменным знанием приличий, вежливостью самою изящною, но тем не менее весьма неприятною для Меттерниха; одним словом, он всеми силами старался рассорить Татищева с князем Горчаковым и удалить этого последнего из Вены. Штука удалась. Татищев решительно восстал против свадьбы. Князь Горчаков, поставленный в неизбежную необходимость выбора между любимой женщиной и весьма заманчивою для его честолюбия службою, не поколебался: невзирая на своё огромное честолюбие, он в 1838 году вышел в отставку и женился на графине Пушкиной».— Князь П. В. Долгоруков, «Петербургские очерки»
Позже родственные связи Урусовых, родственников жены, помогли ему вернуться на службу и возобновить карьеру.
Старший сын Михаил Александрович также стал дипломатом, занимал пост посланника в Швейцарии, Саксонии и Испании.
Похоронен в Сергиевой пустыни рядом с матерью и отцом.
Константин Александрович Горчаков, шталмейстер, был причислен к министерству внутренних дел. У него с женой Марией Михайловной, урождённой княжной Стурдза, было две дочери и три сына, в том числе Михаил Константинович, в честь жены которого названа усадьба Натальевка.
Потомки Константина Горчакова, умершего в Париже, живут в Западной Европе и Латинской Америке.
- Мария Мусина-Пушкина
- Н. де Кейзер. Портрет детей князя А.М. Горчакова
- Константин Горчаков
- Константин Горчаков на костюмированном балу 1903 года

Несколько лет любовницей овдовевшего князя была Надежда Сергеевна Акинфова (жена В. Н. Акинфова, внука горчаковской сестры Софьи). Красавица Надин, бывшая моложе министра на 41 год, и в итоге в 1867 году его бросила, чтобы стать женой Николая Лейхтенбергского. Её колебания между сановником и иностранным принцем литературоведом Экшутом сравниваются с колебаниями Элен Безуховой.

## Коллекция живописи
Горчаков долгое время собирал картины европейских живописцев, вёл активные обмены картинами с другими коллекционерами и в итоге собрал одну из лучших в Санкт-Петербурге коллекций живописи. После Октябрьской революции его собрание было национализировано и почти полностью вошло в состав Государственного Эрмитажа, некоторое количество картин было передано в Пушкинский музей и другие музеи СССР. В 1998 году в Эрмитаже прошла отдельная выставка картин из собрания А. М. Горчакова .

## Отзывы

### ЭСБЕ
Характеристика ЭСБЕ отражает настроения либеральной части российского общества XIX столетия, в котором были крайне популярны идеи освобождения славян, но не воспринималась опасность столкновения с коалицией европейских государств (ликвидация последствий такого хода событий, приведшего к Крымской войне была основной задачей политики князя Горчакова). Такая ситуация сохранялась вплоть до создания русско-французского союза в конце 1880-х — 90-х гг. (Антанты).

Для правильной оценки деятельности Горчакова необходимо иметь в виду два обстоятельства.
Во-первых, его политический характер выработался и установился окончательно в царствование императора Николая I, когда для России считалось обязательным заботиться о судьбе европейских династий, хлопотать о равновесии и согласии в Европе, хотя бы в ущерб реальным интересам и потребностям собственной страны.
Во-вторых, русская внешняя политика не всегда направляется исключительно министром иностранных дел. Рядом с Горчаковым, хотя и под номинальным его руководством, действовали от имени России граф Игнатьев и граф Шувалов, мало согласные между собою и едва ли во многом солидарные с самим канцлером: этот недостаток единства выразился особенно резко в составлении Сан-Стефанского договора и в способе его защиты на конгрессе. Горчаков был искренний приверженец мира и, тем не менее, должен был против воли довести дело до войны.
Эта война, как высказано было откровенно в «Journal de St.-Pétersbourg» после его смерти, «была полным ниспровержением всей политической системы кн. Горчакова, казавшейся ему обязательною для России ещё на многие годы. Когда война стала неизбежною, канцлер заявил, что он может гарантировать Россию от враждебной коалиции только при двух условиях — а именно, если война будет непродолжительна и если цель похода будет умеренная, без перехода за Балканы. Эти взгляды были приняты императорским правительством. Таким образом мы предпринимали полувойну, и она могла привести только к полумиру».

Между тем война оказалась настоящей и очень тяжелой, а сравнительная бесплодность её была отчасти результатом полуполитики князя Горчакова. В колебаниях и полумерах его отражалась борьба двух направлений — традиционного, честолюбиво-международного, и практического, основанного на понимании внутренних интересов государства. Эта неясность исходной точки зрения и отсутствие точной практической программы обнаруживались прежде всего в том, что события никогда не предвиделись заранее и всегда заставали нас врасплох. Трезвые, жизненные приемы Бисмарка не оказывали заметного влияния на дипломатию Горчакова. Последний придерживался ещё многих устаревших традиций и оставался дипломатом старой школы, для которого искусно написанная нота есть сама по себе цель. Бледная фигура могла казаться яркою только благодаря отсутствию у него соперников в России и при спокойном ходе политических дел.— Л. Слонимский, ЭСБЕ

## Награды
Российские:
- Камер-юнкер (12.12.1819)
- Орден Святого Владимира 4-й степени (10.04.1821)
- Орден Святой Анны 2-й степени (02.12.1822)
- Единовременно 50 червонцев (1827)
- Камергер (03.12.1828)
- Годовой оклад из 3000 рублей (1832)
- Орден Святого Владимира 3-й степени (01.01.1833)
- Знак отличия беспорочной службы за XV лет (22.08.1833)
- Орден Святого Станислава 2-й степени со звездой (05.12.1834)
- Золотая табакерка с бриллиантами и вензелем Его Императорского Величества (08.03.1837)
- Знак отличия беспорочной службы за XX лет (22.08.1838)
- Орден Святого Станислава 1-й степени (25.03.1844)
- Знак отличия беспорочной службы за XXV лет (22.08.1844)
- Прибавление жалования 4443 рубля (1847)
- Орден Святой Анны 1-й степени (13.03.1849)
- Орден Святого Владимира 2-й степени (23.03.1849)
- Знак отличия беспорочной службы за XXX лет (22.08.1849)
- Орден Белого орла (14.04.1853)
- Знак отличия беспорочной службы за XXXV лет (22.08.1854)
- Орден Святого Александра Невского (01.07.1855)
- Единовременно 1200 рублей (1856)
- Орден Святого Владимира 1-й степени (17.04.1857)
- Орден Святого апостола Андрея Первозванного (30.08.1858)
- Бриллиантовые знаки к ордену Святого апостола Андрея Первозванного (30.08.1862)
- Портрет Его Императорского Величества с алмазами для ношения в петлице (19.04.1864)
- Светлейший князь (18.03.1871)
- Портреты императоров Александра II и Александра III с алмазами (14.04.1881)

Иностранные:
- Орден Святого Иосифа (Тоскана, 1834)
- Орден Вюртембергской короны большого креста (Вюртемберг, 1847)
- Орден Данеброг большого креста (Дания, 1852)
- Большой крест Королевского венгерского ордена Святого Стефана (Австрия, 1857)
- Орден Верности (Великое герцогство Баден)
- Орден Людвига (Великое герцогство Гессен)
- Орден Слона (Дания, 04(16).09.1857)
- Орден Золотого руна (Испания)
- Орден Богоматери Гваделупской[итал.] (Мексика)
- Орден Чёрного орла (Пруссия, 1856)
- Высший орден Святого Благовещения (Сардинское королевство, 18(30).10.1859)
- Большой крест ордена Почётного легиона (Франция, 4(16).03.1857)
- Орден Серафимов (Швеция, 04(16).05.1860)

## Чины
- В службе с 13.06.1817
- Титулярный советник с 13.06.1817
- Коллежский асессор с 13.06.1821
- Надворный советник с 12.12.1824
- Коллежский советник с 30.12.1830
- Статский советник с 04.09.1834
- Действительный статский советник с 24.10.1839
- Тайный советник с 01.07.1846
- Действительный тайный советник с 26.08.1856
- Вице-канцлер Российской империи с 17.04.1862 (в честь 44-летия Его Императорского Величества)
- Канцлер Российской империи c 13.06.1867 (в честь 50-летия поступления на государственную службу)

## Память
- Именем Горчакова названа улица в Москве в районе Южное Бутово.
- 27 декабря 2003 года в Московском метрополитене на одноимённой улице была открыта станция «Улица Горчакова».
- С 1998 года действует Международный фонд канцлера Горчакова[13].
- 2 февраля 2010 года распоряжением президента России Д. А. Медведева был создан Фонд поддержки публичной дипломатии им. А. М. Горчакова, миссия которого заключается в поощрении развития сферы публичной дипломатии, а также в содействии формированию благоприятного для России общественного, политического и делового климата за рубежом. Учредителем являлось Министерство иностранных дел. Исполнительный директор — Леонид Драчевский[14].
- 16 октября 1998 года в соответствии с распоряжением губернатора Санкт-Петербурга к двухсотлетнему юбилею со дня рождения дипломата в Александровском саду (Санкт-Петербург) на пространстве у фонтана был открыт бюст А. М. Горчакова. За основу скульпторами был взят небольшой бюст канцлера, выполненный в 1870 году скульптором К. К. Годебским[15]. Высота бюста 1,2 м, постамента — 1,85 м. Авторы памятника: скульпторы К. К. Годебский (1835—1909), Ф. С. Чаркин (1937), Б. А. Петров (1948); Архитектор С. Л. Михайлов (1929); Художник-дизайнер: Соколов, Николай Николаевич (1957). Материал памятника: Бюст — бронза, отливка произведена на заводе «Монументскульптура»; Постамент и основание — розовый гранит, доставлен из месторождения «Кашина Гора» (Карелия). Надписи на памятнике: на постаменте:

с лицевой стороны врезными золочеными знаками:

Александр Михайлович
Горчаков 
15 июля 1798 г.—10 марта 1883 г.
с тыльной стороны врезными знаками:

арх. Михайлов С. Л.
Соколов Н. А.
ск. Петров Б. А.
Чаркин А. С.
- В 1998 году открыта мемориальная доска Горчакову А. М. на бывшем здании МИД России в Санкт-Петербурге, Набережная Мойки, дом 39/6. Надпись на доске гласит

«В этом здании с 1856 по 1883 год жил и работал выдающийся государственный деятель, министр иностранных дел России Горчаков Александр Михайлович»

Авторы: архитектор Милорадович Т. Н., скульптор Постников Г. П. Мрамор, бронза.
- В 1998 году открыта мемориальная доска Горчакову А. М. на боковом фасаде здания Дипломатической академии МИД РФ в Москве, улица Остоженка.
- В 1998 году открыта Школа имени Горчакова в Павловске.
- 8 августа 1998 года в честь А. М. Горчакова назван астероид 5014 Gorchakov, открытый в 1974 году астрономом Л. И. Черных.
- 13 октября 2014 года открыт памятник А. М. Горчакову во внутреннем дворе МГИМО в Москве.
- 15 июня 2023 года в рамках серии «История российской дипломатии» в почтовое обращение вышла марка, посвящённая 225-летию со дня рождения канцлера Российской империи Александра Михайловича Горчакова.

## Художественные образы в литературе
- Пикуль В. С. Битва железных канцлеров. М., 1977.
- Борис Акунин. В книгах Азазель и Турецкий гамбит выведен образ канцлера под слегка изменённым именем «Корчаков».

## В кинематографе
- Чеслав Сушкевич — «Юность поэта» (СССР, 1937)
- Николай Массалитинов — «Герои Шипки» (СССР — НРБ, 1954).
- Эрнст Романов — «Роман императора» (Беларусь, 1993).
- Анатолий Шведерский — «Любовь императора» (Россия, 2003).
- Степан Балакшин — «18-14» (Россия, 2007).